# Noble Sissle

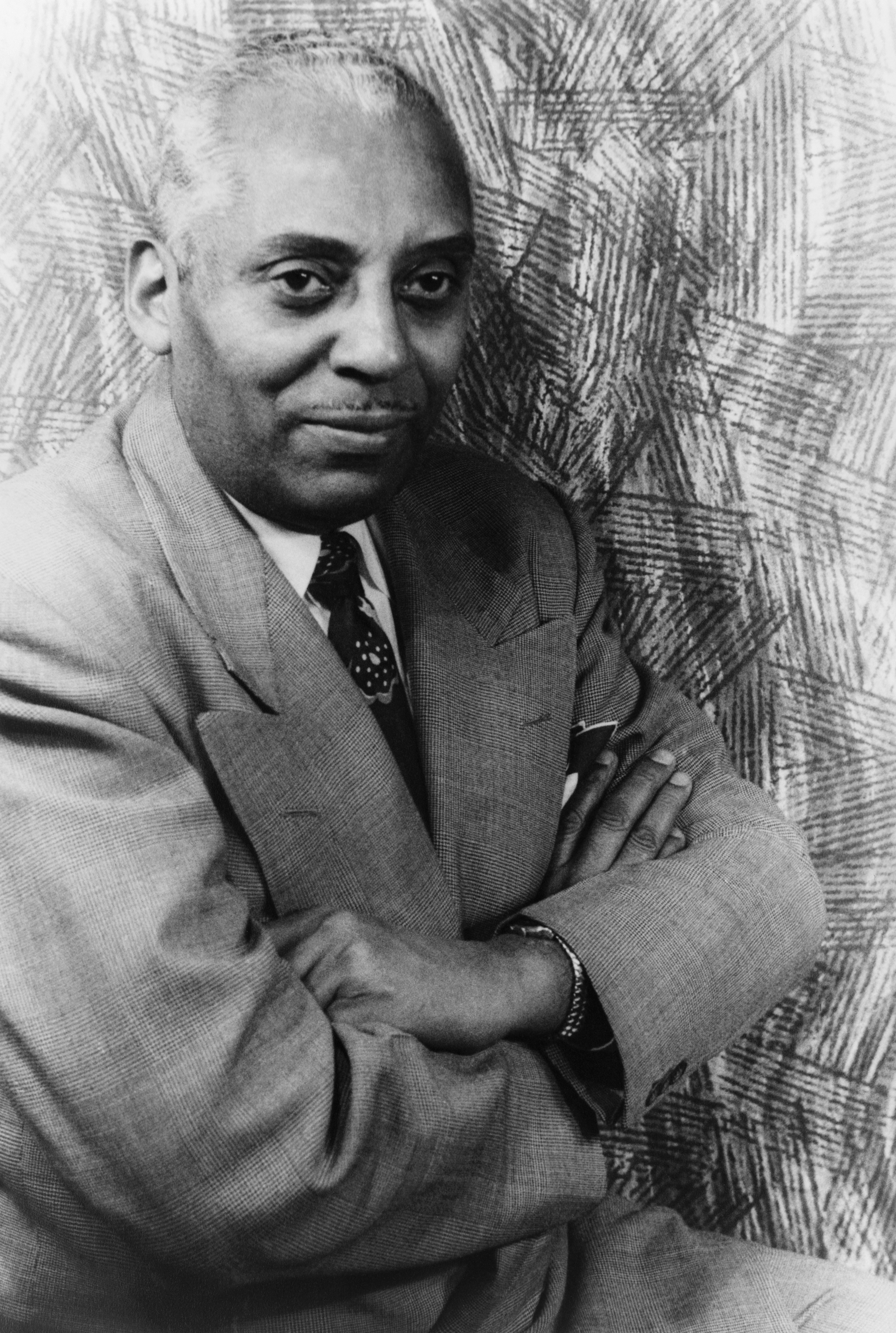
Noble Sissle (foto van Carl Van Vechten, 1951)

Noble Lee Sissle (Indianapolis, 10 juli 1889 – Tampa, 17 december 1975) was een Afro-Amerikaanse jazzzanger, violist, bigbandleider, componist en liedjesschrijver. Hij is het meest bekend door de Broadway-musical Shuffle Along (1921) en de hit uit die musical, I'm Just Wild About Harry.

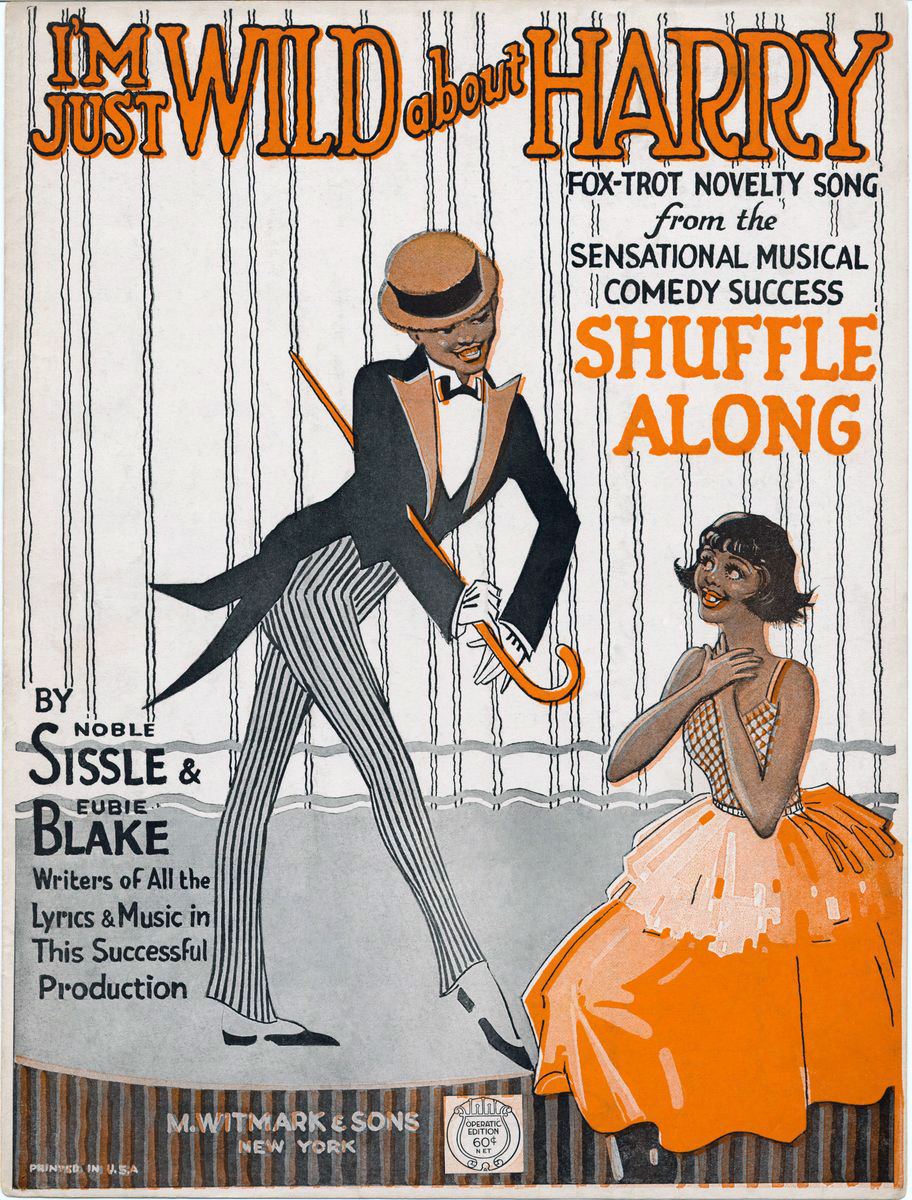
Bladmuziek van "I'm Just Wild About Harry" uit de musical Shuffle Along van Noble Sissle en Eubie Blake, 1921

## De beginjaren
Sissle, wiens vader pastor en ook organist was, zong in zijn jeugd in kerkkoren. Tevens was hij solist in de glee club van zijn school, in Cleveland, Ohio. Hij bezocht De Pauw University in Greencastle, Indiana, en Butler University in Indianapolis. Hierna ging hij zich wijden aan de muziek.

## Eubie Blake en James Reese Europe
In 1916 werd hij in New York lid van het "Society Orchestra" van James Reese Europe. Hij haalde Europe over om ook zijn vriend, de pianist en componist Eubie Blake aan te nemen. Hij hielp Europe met het oprichten van een militaire band voor een regiment van de New York National Guard, een regiment waarin niet-blanken waren ondergebracht en dat onder de naam New York 369th Infantry Regiment actief was in Frankrijk tijdens de Eerste Wereldoorlog. Europe was in die band luitenant en Sissle diens sergeant, en zanger. De band speelde gesyncopeerde muziek en heeft waarschijnlijk de jazz in Frankrijk geïntroduceerd. Na de oorlog was Sissle actief in Europe's burger-versie van deze militaire band en met de groep maakte hij plaatopnames voor Pathé, waarop hij zong.
Na de moord op James Europe, in mei 1919, nam hij met hulp van Eubie Blake tijdelijk de leiding van de band op zich. Het was in die tijd een van de eerste bands die muziek maakte die in de buurt van jazz kwam. Met Blake, die hij al in 1915 had leren kennen, vormde hij tevens een vaudeville-duo onder de naam "The Dixie Duo". Voor Blake's ragtime-songs schreef Sissle de liedjesteksten en veel van die liedjes vormden uiteindelijk de basis van de musical Shuffle Along, die in 1921 zijn première beleefde op Broadway. Deze musical liep ruim 500 voorstellingen en katapulteerde de carrière van Josephine Baker, Adelaide Hall en Paul Robeson. De hit "I'm Just Wild About Harry" diende later, in 1948, met aangepaste tekst, als campagnesong voor Harry S. Truman. Een andere hit uit de musical was "Love Will Find a Way".

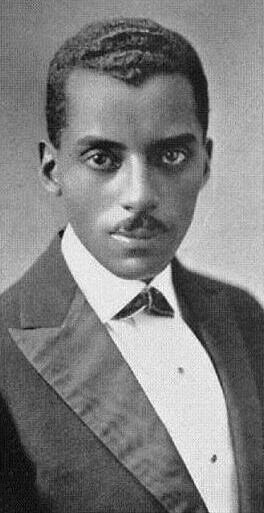
Noble Sissle, circa 1920

In 1922 had het tweetal succes met "Arkansas Blues (A Down Home Chant)", dat de tiende plaats in de hitparade haalde. Een jaar later traden de twee op in een paar korte films van Lee DeForest, waaronder Sissle and Blake Sing Snappy Songs met (fragmenten van) de nummers "Sons of Old Black Joe" en "My Swanee Home". Deze films behoren tot de eerste films waarin Afro-Amerikaanse muzikanten in een geluidsfilm te zien en horen waren.
in 1924 kwamen de twee met de revueshow "Chocolate Dandies". In 1925/1926 toerde het duo met William Thornton Blue in Europa, waarna Sissle een paar jaar in Frankrijk bleef hangen, waar hij in Parijs optrad met lokale groepen.

## Eigen groep
In de jaren dertig was hij actief met een eigen band, waarin mannen hebben gespeeld als Sidney Bechet, Tommy Ladnier, Buster Bailey en Bill Coleman. In 1935 deed hierin een jonge Lena Horne haar eerste stappen als zangeres. Met zijn groep trad hij op in een short van het Britse Pathétone (in een nachtclub in Londen), tevens verscheen hij in 1932 naast Nina Mae McKinney, de Nicholas Brothers en Eubie Blake in de Vitaphone-short Pie, Pie Blackbird. Van 1938 tot 1950 speelde hij in de club van Billy Rose in New York, in 1942/1943 met zanger Jesse Olden Cryor.
In 1954 werd hij diskjockey bij het New Yorkse radiostation WMGM, in zijn show stond de muziek van Afro-Amerikaanse platenartiesten centraal.

## Overlijden
Sissle overleed in 1975 op 86-jarige leeftijd in Tampa, Florida.

## Trivia
Sissles uitvoering van "Viper Mad" werd gebruikt in Woody Allens film Sweet and Lowdown.